# Oplismenopsis
Oplismenopsis là một chi thực vật có hoa trong họ Hòa thảo (Poaceae).

## Loài
Chi Oplismenopsis gồm các loài: